# Битва лапифов с кентаврами
Битва лапифов с кентаврами или Кентавромахия — в древнегреческой мифологии сражение, которое произошло из-за попытки похищения невесты Пирифоя на его свадьбе. В нём участвовал друг Пирифоя Тесей. Битва стала началом большой войны, в которой, по данным большинства источников, победили лапифы. Кентавромахия стала источником сюжетного материала для ряда произведений античной литературы, а также для изобразительного искусства древности и Нового времени.

## В мифологии и искусстве
Античные авторы пишут, что царь лапифов Пирифой пригласил на свой свадебный пир на горе Пелион множество гостей, в том числе олимпийских богов — за исключением Ареса и Эриды. Среди приглашенных были представители многочисленного племени кентавров, соседей и родичей лапифов. До этого они никогда не пили вина, а на этой свадьбе накинулись на него, причем не разбавляли водой, и поэтому напились и начали буйствовать. Один из кентавров (Эврит или Эвритион) набросился на невесту, другие его сородичи — на ближайших женщин и мальчиков. Жених Пирифой и его друг Тесей бросились спасать Гипподамию, отрезали уши и нос кентавру. Среди погибших особенно известен лапиф Кеней, который был неуязвим, поэтому кентавры забросали его соснами, под которыми и погребли его заживо.
Битва между лапифами и кентаврами стала востребованным сюжетом для античных скульпторов и художников. Она изображена на фронтоне храма Зевса в Олимпии, в святилище Тесея в Афинах, на эгиде Афины. Этот сюжет использовался в вазописи и мелкой пластике, новую популярность он обрёл в живописи Возрождения и барокко.
Существует предположение, что лапифы и кентавры — это существовавшие в реальности народы, населявшие горные регионы Северной Греции и объединённые культом лошади.